# Сержант, Филип
Филип Дж. Сержант (англ. Philip J. Serjeant; род. 6 октября 1929, Вест-Хэм, Большой Лондон) — свазилендский спортивный стрелок. Участник летних Олимпийских игр 1972 года. Первый спортсмен, представлявший Свазиленд на Олимпийских играх.

## Биография
Филип Сержант родился 6 октября 1929 года в районе Вест-Хэм британского города Лондон в семье владельца гостиницы, который управлял бизнесом в ЮАС.
Работал в ЮАС продавцом и профессиональным охотником. Впоследствии вместе с семьёй перебрался в Свазиленд.
В 1972 году вошёл в состав сборной Свазиленда на летних Олимпийских играх в Мюнхене. Выступал в стендовой стрельбе. В трапе занял последнее, 57-е место, поразив 122 из 200 мишеней и уступив 77 точных выстрелов завоевавшему золото с мировым рекордом Анджело Скальцоне из Италии. В ските не смог завершить выступление.
Сержант стал первым спортсменом, представлявшим Свазиленд (сейчас Эсватини) на Олимпийских играх. Он стартовал в трапе 27 августа, тогда как второй член сборной страны легкоатлет Ричард Мабуза выступил в полуфинале бега на 10 000 метров 31 августа.
В 1980-х годах владел рестораном в Мбабане.

## Семья
Отец — Пейдж Сержант, мать — Марта Сержант. В семье было ещё двое детей.
Жена — Вера.